# گئورگی ساراجف
گئورگی واردی ساراجف (ارمنی: Գեորգի Վարդի Սարաջև؛ زاده ۱۵ سپتامبر ۱۹۱۹ - درگذشته ۴ مهٔ ۱۹۸۶) آهنگساز، نوازنده پیانو و آموزش موسیقی اهل ارمنستان بود. وی بین سال‌های - تا - میلادی فعالیت می‌کرد.

## زندگی‌نامه
وی در ۱۵ سپتامبر ۱۹۱۹ در مسکو در به دنیا آمد و از کنسرواتوار سن پترزبورگ (۱۹۴۲) فارغ‌التحصیل گشت. وی در کنسرواتوار دولتی کومیتاس ایروان فعالیت می‌کرد. وی همچنین برنده جوایزی همچون چهره هنری شایسته ارمنستان شوروی (۱۹۷۴)، هنرمند شایسته ارمنستان شوروی (۱۹۵۳) و نشان برجسته افتخار شد. وی در ۴ مهٔ ۱۹۸۶ در سن ۶۶ سالگی در ایروان درگذشت.